# Ḩawsh ‘Īsá
Ḩawsh ‘Īsá är en ort i Egypten.   Den ligger i guvernementet Beheira, i den norra delen av landet, 130 km nordväst om huvudstaden Kairo. Ḩawsh ‘Īsá ligger 6 meter över havet och antalet invånare är 85 352.
Terrängen runt Ḩawsh ‘Īsá är mycket platt. Runt Ḩawsh ‘Īsá är det tätbefolkat, med 819 invånare per kvadratkilometer. Ḩawsh ‘Īsá är det största samhället i trakten. Trakten runt Ḩawsh ‘Īsá består till största delen av jordbruksmark.